# STS-93
STS-93 fue la misión 95 del transbordador espacial, la número 26 del Columbia y la número 21 de los lanzamientos nocturnos. La comandante de esta misión, Eileen Collins, se convirtió en la primera mujer en ocupar esta posición. Su carga primaria fue el Observatorio de Rayos X Chandra. Fue la última misión del Columbia hasta marzo del 2002 debido a un proceso de actualización.

## Tripulación
- Eileen Collins (3), Comandante
- Jeffrey S. Ashby (1), Piloto
- Steven A. Hawley (5), Especialista de la misión
- Catherine G. Coleman (2), Especialista de la misión
- Michel Tognini (2), Especialista de la misión -  CNES

Entre paréntesis, el número de misiones del astronauta, incluida la STS-93

## Parámetros de la misión
- Masa:
  - Despegue del orbitador: 122 536 kg
  - Aterrizaje del orbitador: 99 783 kg
  - Carga: 22 781 kg
- Perigeo: 260 km
- Apogeo: 280 km
- Inclinación: 28.5°
- Periodo: 90 minutos